# あの頃へ
「あの頃へ」（あのころへ）は、日本のロックバンドである安全地帯の楽曲。
1992年12月2日にKitty Recordsから22枚目のシングルとしてリリースされた。前作「いつも君のそばに」（1991年）よりおよそ1年ぶりとなるシングルであり、作詞は松井五郎、作曲は玉置浩二、編曲は安全地帯が担当している。
和風のイントロから始まるストリングスとメロディが合致した「美しいバラード」であり、本作は月桂冠「花鳥風月」のコマーシャルソングとして使用された。本作はオリジナル・アルバムには未収録となり、ベスト・アルバム『安全地帯ベスト2 〜ひとりぼっちのエール〜』（1993年）でアルバム初収録となった。
本作のリリースから10年後にリリースされたシングル「反省/あの頃へ」（2002年）には新録音バージョンである「2003 New Version」として収録された。

## 背景
安全地帯は8枚目となるアルバム『安全地帯VIII〜太陽』（1991年）リリースと同時期にキティから独立し、「Musical Farmaer's Production」という新事務所を設立した。しかし独立を機に周囲の物事が玉置の思い通りにならなくなった事や、時代の流れによる打ち込みを多用するレコーディングに対し玉置が強い抵抗感を示した事などにより、仕事も少なくなっていく中でメンバーとの間で溝が生まれる事態となった。この時期の玉置は一度北海道への帰還を検討していたが、東京に家族を抱えるメンバーの了承は得られなかった。
また、1988年頃のライブではメンバー以外も含めて15名もステージ上にいた事に玉置が反発した結果、1990年のコンサートツアー「安全地帯VII-夢の都-TOUR」および1991年のコンサートツアー「安全地帯 VIII MUSICAL FARMER'S TOUR」ではそれまで4名いたサポート・ミュージシャンが徐々に減っていく事となった。1992年には安全地帯のデビュー10周年を記念し、4月16日の川崎クラブチッタから12月26日の神奈川県民ホールまでコンサートツアー「10th Anniversary Acoustic Special Night」を実施、最終日となった神奈川県民ホールでの模様はライブ・ビデオ『安全地帯アンプラグド・ライヴ!』（1993年）にノーカットで収録されている。しかし同ツアーを最後に安全地帯は活動休止状態になり、玉置はソロ・アルバムの制作に取り掛かることとなった。

## リリース、音楽性、メディアでの使用
本作は1992年12月2日にKitty Recordsより8センチCDとしてリリースされ、月桂冠「花鳥風月」のコマーシャルソングとして使用された。CMの内容は俳優である真田広之が美しい街並みを歩くシンプルなものになっているが、ベスト・アルバム『ALL TIME BEST』（2017年）の楽曲解説では「それをより美しく、印象的なものに仕上げているのがこの曲だ」と表記している。同解説では本作の音楽性を和風のイントロからゆっくりとリズムが刻まれていき、ストリングスがメロディと合致した上で玉置が哀愁を感じさせる声で歌詞の言葉を豊かな感情表現で歌唱する「かくも美しいバラード」であると表記している。
カップリング曲の「地平線を見て育ちました。」は、ホクレンのイメージソングとして使用された。また、「地平線を見て育ちました。」は安全地帯の作品で初めて、糸井重里が作詞を担当した。
2002年12月4日には両A面シングル「反省/あの頃へ」において「あの頃へ 2003 New Version」のタイトルで新録音バージョンがリリースされており、同バージョンはテレビ東京系新春ワイド時代劇『忠臣蔵〜決断の時』（2003年）の主題歌として使用された。

## チャート成績
本作はオリコンシングルチャートにおいて最高位23位、登場週数は9回で売り上げ枚数は10.4万枚となった。本作の売り上げ枚数は安全地帯のシングル売上ランキングにおいて11位となった。
また本作はデビュー40周年記念ベスト・アルバム『THE BEST ALBUM 40th ANNIVERSARY 〜あの頃へ〜』（2022年）収録曲を決定するファン投票において第1位を獲得し、アルバムの副題として使用された。

## カバー
- HIROMI & 小柳ゆき - 小柳の実姉であるHIROMIのYouTubeチャンネルにて2020年に公開。
- 森川美穂 - カバー・アルバム『another Face - tribute to Goro Matsui + Koji Tamaki -』（2019年）に収録。
- 森恵 - 自身のYouTubeチャンネルにて2022年に公開。

## シングル収録曲
オリジナル盤
| 全作曲: 玉置浩二、全編曲: 安全地帯。 |                                    |           |            |      |
| #                                    | タイトル                           | 作詞      | 作曲・編曲 | 時間 |
| 1.                                   | 「あの頃へ」                       | 松井五郎  | 玉置浩二   | 5:01 |
| 2.                                   | 「地平線を見て育ちました。」       | 糸井重里  | 玉置浩二   | 6:02 |
| 3.                                   | 「あの頃へ」(オリジナル・カラオケ) |           | 玉置浩二   | 4:58 |
| 合計時間:                            | 合計時間:                          | 合計時間: | 16:01      |      |

2002年盤
| 全作詞: 松井五郎、全作曲: 玉置浩二、全編曲: 安全地帯、星勝／ストリングスアレンジ: 星勝。 |                                                     |          |            |      |
| #                                                                                        | タイトル                                            | 作詞     | 作曲・編曲 | 時間 |
| 1.                                                                                       | 「反省 Single Version」                             | 松井五郎 | 玉置浩二   | 4:05 |
| 2.                                                                                       | 「あの頃へ 2003 New Version」                       | 松井五郎 | 玉置浩二   | 5:18 |
| 3.                                                                                       | 「反省 Single Version」(オリジナル・カラオケ)       | 松井五郎 | 玉置浩二   | 4:05 |
| 4.                                                                                       | 「あの頃へ 2003 New Version」(オリジナル・カラオケ) | 松井五郎 | 玉置浩二   | 5:18 |
| 合計時間:                                                                                | 合計時間:                                           | 18:46    |            |      |

## リリース履歴
| No. | 日付          | レーベル                       | 規格                   | 規格品番  | 最高順位 | 備考                           |
| --- | ------------- | ------------------------------ | ---------------------- | --------- | -------- | ------------------------------ |
| 1   | 1992年12月2日 | Kitty Records                  | 8センチCD              | KTDR-2060 | 23位     |                                |
| 2   | 2002年12月4日 | Sony Music Records             | マキシシングル         | SRCL-5480 | 57位     | 「反省」との両A面              |
| 3   | 2017年1月25日 | ソニー・ミュージックダイレクト | デジタル・ダウンロード | -         | -        | 「2003 New Version」として配信 |

## 収録アルバム
あの頃へ
- 『安全地帯ベスト2 〜ひとりぼっちのエール〜』（1993年）
- 『安全地帯 テーマソングス』（1995年）
- 『安全地帯 COMPLETE BEST』（2005年）
- 『GOLDEN☆BEST 玉置浩二 1993-2007』（2011年） - 「2003 New Version」を収録。
- 『ALL TIME BEST』（2017年）
- 『THE BEST ALBUM 40th ANNIVERSARY 〜あの頃へ〜』（2022年）

地平線を見て育ちました
- 『安全地帯 アナザー・コレクション -アルバム未収録曲集-』（1994年）
- 『安全地帯 テーマソングス』（1995年）